# راديو فوكس سبورتس
راديو فوكس سبورتس (بالإنجليزية: Fox Sports Radio)‏ هي شبكة راديو رياضية أمريكية. يقع مقر الشبكة في لوس أنجلوس، كاليفورنيا، ويتم تشغيلها وإدارتها بواسطة شبكات بريميير في شراكة محتوى مع قسم فوكس سبورتس التابع لشركة فوكس وشركة أي هارت ميديا، الشركة الأم لشركة شبكات بريميير.
بما في ذلك راديو فوكس سبورتس، توقف البث عبر إكس أم في 18 أكتوبر 2013.

## وصلات خارجية
- Fox Sports Radio (بالإنجليزية)